# مانويل
مانويل هو لاعب كرة قدم برازيلي في مركز الهجوم، ولد في 1 فبراير 1989 في البرازيل. لعب مع أكاديميكا كويمبرا.

## وصلات خارجية
- مانويل على موقع قاعدة بيانات كرة القدم.إي يو (الإنجليزية)
- مانويل على موقع Soccerway.com (الإنجليزية)
- مانويل على موقع AS.com (الإسبانية)